# Blepharita septentrionalis
Blepharita septentrionalis là một loài bướm đêm trong họ Noctuidae.